# Centrodraco striatus
Centrodraco striatus är en fiskart som först beskrevs av Nikolai V. Parin 1982.  Centrodraco striatus ingår i släktet Centrodraco och familjen Draconettidae. Inga underarter finns listade i Catalogue of Life.